# تپه قوچی کندی
تپه قوچی کندی مربوط به هزاره دوم قبل از میلاد است و در شهرستان زنجان، روستای چایرلو واقع شده و این اثر در تاریخ ۱۱ مهر ۱۳۵۶ با شمارهٔ ثبت ۱۴۵۴ به‌عنوان یکی از آثار ملی ایران به ثبت رسیده است.